# Aya Kamiki Greatest Best
Albums de Aya Kamiki
Are you happy now?
(2008)
Aya Kamiki Greatest Best est la 1re compilation de Aya Kamiki, sorti sous le label GIZA studio le 27 janvier 2010 au Japon.

## Présentation
Elle atteint la 30e place du classement de l'Oricon. Elle se vend à 5 928 exemplaires la première semaine et reste classé pendant 4 semaines, pour un total de 8 340 exemplaires vendus. Elle contient tous ses singles sous le label GIZA studio. Elle sort le même jour que l'album Individual Emotion.

## Liste des titres
| 1.  | Communication Break                                                      | Aya Kamiki  | Tokunaga Akihito  | 3:33 |
| 2.  | Pierrot (ピエロ)                                                         | Inaba Koshi | Matsumoto Tak     | 3:13 |
| 3.  | Mou Kimi Dake wo Hanashitari wa Shinai (もう君だけを離したりはしない)    | Aya Kamiki  | Kawamoto Munetaka | 4:19 |
| 4.  | Secret Code                                                              | Aya Kamiki  | Aika Ohno         | 3:53 |
| 5.  | Nemutteita Kimochi Nemutteita Kokoro (眠っていた気持ち 眠っていたココロ) | Aya Kamiki  | Aika Ohno         | 4:15 |
| 6.  | Misekake no I Love you (ミセカケの I Love you)                           | Aya Kamiki  | Aika Ohno         | 4:49 |
| 7.  | Ashita no Tame ni (明日のために)                                         | Aya Kamiki  | Aika Ohno         | 4:14 |
| 8.  | Hoshi no Furu Yoru ni wa (星の降る夜には)                                | Aya Kamiki  | Hiya & Katsuma    | 4:16 |
| 9.  | Sunday Morning                                                           | Aya Kamiki  | Aika Ohno         | 3:58 |
| 10. | Kimi Sarishi Yuuwaku (君去りし誘惑)                                      | Aya Kamiki  | Aika Ohno         | 3:27 |
| 11. | Summer Memories                                                          | Aya Kamiki  | Aika Ohno         | 5:39 |
| 12. | Are you happy now?                                                       | Aya Kamiki  | Hitoshi Okamoto   | 3:01 |
| 13. | Sekai wa Sore Demo Kawari wa Shinai (世界はそれでも変わりはしない)       | Aya Kamiki  | Aika Ohno         | 5:43 |
| 14. | A constellation                                                          | Aya Kamiki  | Hitoshi Okamoto   | 3:36 |
| 15. | Crazy                                                                    | Aya Kamiki  | Hiya & Katsuma    | 4:10 |

| 1. | Footages from AYA KAMIKI LIVE 2008 ~Are you happy now?~ |  |
| 2. | Are you happy now?                                      |  |
| 3. | Sekai wa Sore Demo Kawari wa Shinai                     |  |